# 유리카모메 (기업)

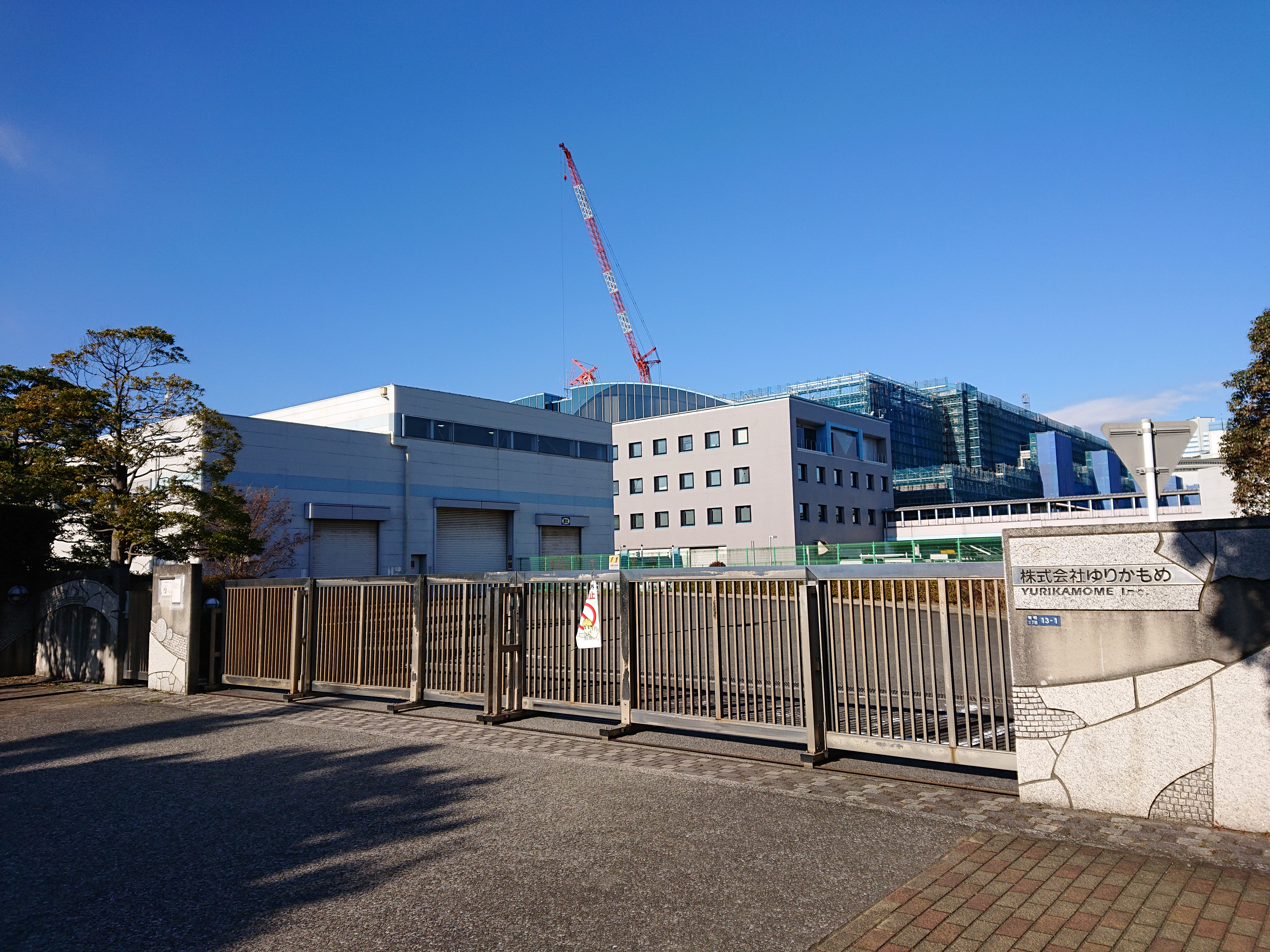

주식회사 유리카모메(일본어: 株式会社ゆりかもめ)는 신교통 유리카모메를 운영하는 제3섹터이다.

## 역사
- 1988년 4월 25일 - 설립. 당시는 "도쿄 임해 신교통 주식회사"(일본어: 東京臨海新交通株式会社)이었다.
- 1995년 11월 1일 - 도쿄 임해 신교통 임해선이 개업. (애칭은 "유리카모메"일본어: ゆりかもめ)
- 1998년 4월 1일 - 회사 명칭을 "주식회사 유리카모메"로 변경.

## 노선
- 도쿄 임해 신교통 임해선 (14.7km)